# Клишино (Волоколамський район)
Клишино  (рос. Клишино) - присілок у Волоколамському районі Московської області Російської Федерації.
Орган місцевого самоврядування - сільське поселення Спаське. Населення становить 1072 особи (2013).

## Історія
З 14 січня 1929 року входить до складу новоутвореної Московської області. Раніше належало до Волоколамського повіту Московської губернії.
Сучасне адміністративне підпорядкування сільському поселенню з 2006 року.

## Населення
| 1859 | 1890 | 1899 | 1926 | 2002  | 2006  | 2010  |
| ---- | ---- | ---- | ---- | ----- | ----- | ----- |
| 299  | ↘242 | ↘154 | ↗239 | ↗1069 | ↗1161 | ↘1072 |